# كامران أباد (قهاب رستاق)
کامران أباد (بالفارسية: کامران‌آباد) هي مستوطنة تقع في إيران في قسم قهاب رستاق الريفي.